# Ракиница
Ракиница (алб. Rakinicë) је насеље у општини Подујево на Косову и Метохији. Атар насеља се налази на територији катастарске општине Ракиница површине 435 ha. Насеље се налази у непосредној близини административне линије која раздваја Косово и Метохију са централном Србијом. На око 5 km југозападно од Ракинице је Батлавско језеро. На Косову и Метохији постоји и насеље Ракитница сличног имена које се налази у Општини Србица.

## Историја
Ракиница је некада била српско село, али су се последње српске породице иселиле после српско-турских ратова 1878. године, када и долази до егзодуса српког становиштва са територије Старе Србије због појачане репресије и зулума турске власти и арнаутског и муслиманског становништва које је мигрирало са територије (нишког, топличог, пиротског и врањског округа) које су припале Кнежевини Србији. 

## Култура

### Верски објекти
У селу је очувана стара црква посвећена Светом Арханђелу Михаилу летњем. Албанци из села је зову „Лазарева црква” (алб. Kisha e Llazarit) јер је, по предању, након Косовског боја у њој заноћило тело српског кнеза Лазара када је преношено из Приштине у манастир Раваницу. Према архитектонским и стилским одликама, црква је грађена у 14. или 15. веку, први пут је обнављана у 16. веку, други пут 1936. године. У селу се налазе и остаци старог српског гробља.
Након рата на Косову и Метохији црква је претрпела девастацију, а у жижи јавности долази након упада у цркву самозваног свештеника албанске националности.

## Становништво
Насеље има албанску етничку већину.
| \| Демографија[7][1] \| Демографија[7][1] \| Демографија[7][1] \| \| Година \| Становника \| Становника \| \| ----------------- \| ----------------- \| ----------------- \| \| 1948. \| 145 \| \| \| 1953. \| 155 \| \| \| 1961. \| 193 \| \| \| 1971. \| 240 \| \| \| 1981. \| 202 \| \| \| 1991. \| 207 \| \| \| 2011. \| 14 \| \| |             |             |
| Демографија | Демографија | Демографија |
| Година | Становника  | Становника  |
| --- | ----------- | ----------- |
| 1948. | 145         |             |
| 1953. | 155         |             |
| 1961. | 193         |             |
| 1971. | 240         |             |
| 1981. | 202         |             |
| 1991. | 207         |             |
| 2011. | 14          |             |